# Marsella
Marsella is een gemeente in het Colombiaanse departement Risaralda. De gemeente, gesticht op 18 juli 1860, telt 20.683 inwoners (2005) en ligt ongeveer 29 kilometer ten noorden van de departementshoofdstad Pereira. Marsella is gelegen op de westelijke flanken van de Cordillera Central en wordt doorstroomt door de rivieren Cauca en San Francisco.
Apía · Balboa · Belén de Umbría · Dosquebradas · Guática · La Celia · La Virginia · Marsella · Mistrató  · Pereira · Pueblo Rico · Quinchía · Santa Rosa de Cabal · Santuario